# Parafia Trójcy Świętej w Koszalinie
Parafia pw. Trójcy Świętej w Koszalinie-Kretominie – rzymskokatolicka parafia należąca do dekanatu Koszalin, diecezji koszalińsko-kołobrzeskiej, metropolii szczecińsko-kamieńskiej. Została utworzona 12 stycznia 1997 r. przez biskupa Mariana Gołębiewskiego.

## Miejsca święte

### Kościół parafialny
Trójcy Świętej w Koszalinie

### Kościoły filialne i kaplice
św. Izydora w Boninie

## Działalność parafialna
Na terenie parafii znajduje się Wyższe Seminarium Duchowne Diecezji Koszalińsko-Kołobrzeskiej w Koszalinie.